# 马萨克县 (伊利诺伊州)
馬薩克縣（英語：Massac County）是美國伊利諾伊州南部的一個縣，南隔俄亥俄河與肯塔基州相望。面積627平方公里。根据美國2000年人口普查，共有人口15,167人。縣治梅特羅波利斯（Metropolis）。
成立於1843年2月9日。縣名來自馬薩克堡，其名可能紀念法國的馬薩克侯爵、兩個姓氏與馬薩克類似的法國人或法語massacre（大屠殺）的意思。